# Submerge Distribution
Pour les articles homonymes, voir Submerge.
Submerge Distribution est un label discographique américain de techno de Détroit, basé à Détroit, dans le Michigan, spécialisé dans la distribution de disques.

## Histoire

Logo de Submerge Recordings.

Submerge Distribution est fondé en 1992 par Christa Robinson et Michael Anthony Banks pour promouvoir et distribuer les labels indépendants de musique électronique de Détroit. Parallèlement à la distribution d'autres labels, Submerge Distribution possède également son propre label, l'un des plus vieux de la ville, Submerge Recordings, fondé en 1994, dirigé par Ade' M.H. Mainor. Submerge est également un magasin physique, situé dans le centre-ville de Détroit.
En 2024, un mini-documentaire intitulé Somewhere in Detroit: Underground Resistance, Submerge, Techno and the Detroit Way est publié sur YouTube, lequel traite des labels de Détroit, dont Submerge. La même année, Submerge annonce l'ouverture de son magasin de disques au public son prise de rendez-vous.

## Discographie partielle
- SCD-1 - Various - Depth Charge 1 (CD)
- SCD-2 - Various - Depth Charge 2 (CD)
- SCD-2 - Various - Escape into the Void (CD)
- SCD-3 - Various - Depth Charge 3 (CD)
- SCD-4 - Various - Depth Charge 4 (CD)
- SCD-4 - Various - Soul from the City (CD)